# Wadaldo II di Cardona
Wadaldo o Guadall di Cardona (prima metà del X secolo – 980 circa) fu visconte di Cardona dal 938 circa al 978 circa.

## Origine
Di Wadaldo non si conoscono gli ascendenti

## Biografia
Di Wadaldo II si hanno poche notizie.
Lo troviamo citato una prima volta, col titolo di visconte, presente ad un giudizio, assieme al Conte di Empúries, Suniario I (Suniario comite et Wadaldo vicecomite) il 7 febbraio 938, nel documento n° 443 del Els comtats d'Osona i Manresa, vol. IV (non consultato)
Wadaldo visconte di Cardona, negli anni a seguire lo troviamo citato in altri documenti:
- nel 947, nel documento n° 601 del Els comtats d'Osona i Manresa, vol. IV (non consultato), insieme alla moglie Ermetrude (El vizconde Wadaldo y su muger Ermetructes)[1],
- nel 959, nel documento n° 17 della Colección diplomática de Sant Pere de Casserres. Volumen I (non consultato), inerente ad una compravendita (Wadaldo viscompte)[1],
- nel 961, come testimone (Wanalgaude vicecomes) di una donazione in suffragio dell'anima del marito, il conte, Mirò I di Barcellona, della contessa Ava di Barcellona, secondo il documento n° XCVII della Marca Hispanica sive Limes Hispanicus, Appendix[2],
- nel 963, nel documento n° 356 (Wadaldo vicecomes) del Diplomatari de la Catedral de Vic : segle X (non consultato)[1]
- nel 975, nel documento n° 3 del Diplomatari de la vila de Cardona, anys 966-1276, in cui viene citato come fratello del vescovo di Urgell, Guisado II (Uuadaldo vicescomite fratre de domno Uuisado episcopo), datato 22 febbraio, (non consultato)[1]
- nel 978, lo troviamo citato per l'ultima volta assieme alla moglie, Ermetrude (Wadaldo vicescommite et uxor mea Ermetruite) nel documento n° 448 del Diplomatari de la Catedral de Vic : segle X (non consultato)[1].

Non si conosce l'anno esatto della morte di Wadaldo II, che avvenne tra il 978 ed il 981, in quanto, nel documento n° 6 del Diplomatari de la vila de Cardona, anys 966-1276 (non consultato), datato 18 maggio 981, inerente ad una compravendita viene citata la viscontessa Ermetrude (Ermetruites vicecomitissa), assieme al successore di Wadaldo II, Ermemiro II (Ermimiro vicescomes), che porterebbe a pensare che rimasta vedova, Ermetrude avesse contratto un secondo matrimonio.

## Matrimonio e discendenza
Wadaldo II, verso il 947, aveva sposato Ermetrude, di cui non si conoscono gli ascendenti, che troviamo citata in diversi documenti: oltre a quelli in cui è citata col marito:
- nel documento n° 21 della Colección diplomática de Sant Pere de Casserres. Volumen I, (Ermatrusa viscondesa), del 964 (non consultato)[1],
- nel documento n° 2 del Diplomatari de la vila de Cardona, anys 966-1276 (Ermetryce vicecomitisse), datato 24 aprile 972(non consultato)[1];

e, dopo la morte del marito in altri cinque documenti della Colección diplomática de Sant Pere de Casserres. Volumen I(non consultati):
- nel documento n° 46, datato 986 (Ermetruite Biscomptessa),
- nel documento n° 50, datato 994 (Ermetrusa viscomptesa), in cui vengono citati i due figli (Arnulfo bisbe y Ramon biscompte sos fills)
- nel documento n° 60, datato 1005 (Ermetructe vicecomitisse),
- nel documento n° 61, datato 1005 (matrona vicecomitissa Ermetrudis),
- nel documento n° 79, datato 1007 (Ermatrusa viscondesa),

Non si conosce la data esatta della morte di Ermetrude.

Wadaldo da Ermetrude ebbe due figli:
- Raimondo († 1012), Visconte di Cardona, come da documento n° 50 della Colección diplomática de Sant Pere de Casserres. Volumen I;
- Arnulfo († 1010), vescovo d'Osona, come da documento n° 50 della Colección diplomática de Sant Pere de Casserres. Volumen I.

### Fonti primarie
- (LA)  Marca Hispanica sive Limes Hispanicus, Appendix.